# Berend Koekemoer
Berend Koekemoer (né le 12 juin 1995) est un athlète sud-africain, spécialiste du 400 m.
Son record sur 400 m est de 45 s 42, réalisé à Potchefstroom le 9 mai 2015 en altitude. Il termine 3e des Championnats sud-africains de 2015.